# Bandera d'Òdena
La bandera oficial d'Òdena té el següent blasonament:
Bandera apaïsada de proporcions dos d'alt per tres de llarg, blava, amb un sembrat de creus blanques amb els braços d'amplada d'1/31 parts de l'alt del drap i de llargària de 5/21 parts, i separades entre si per 3/21 parts; sobre el tot una banda groga d'amplada d'1/15 parts de la diagonal del drap.
Va ser aprovada el 15 d'abril de 1993 i publicada en el DOGC el 28 d'abril del mateix any amb el número 1738.